# Groeve de Hel

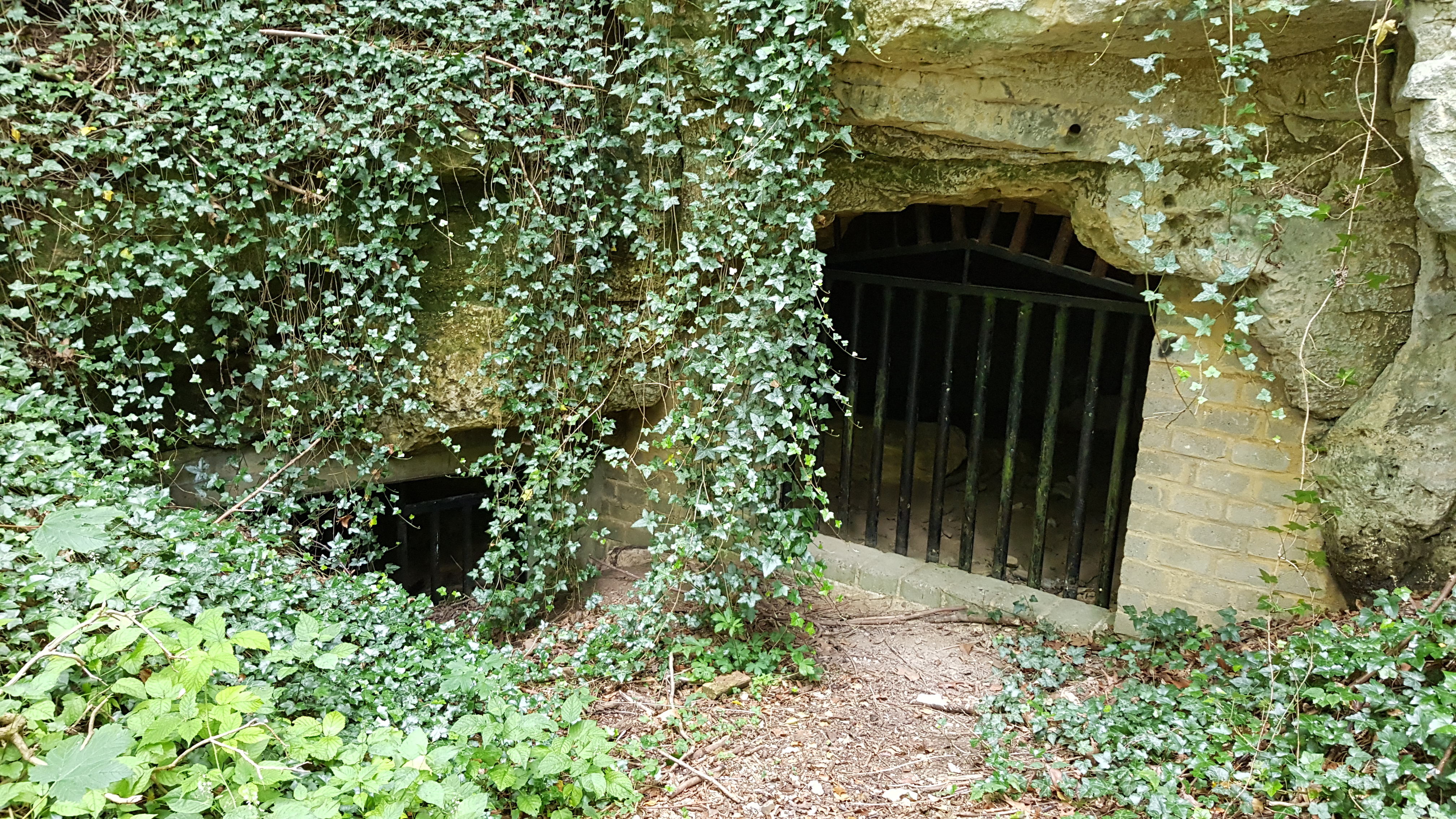
De Groeve de Kleine Hel met vleermuisvriendelijke afsluiting

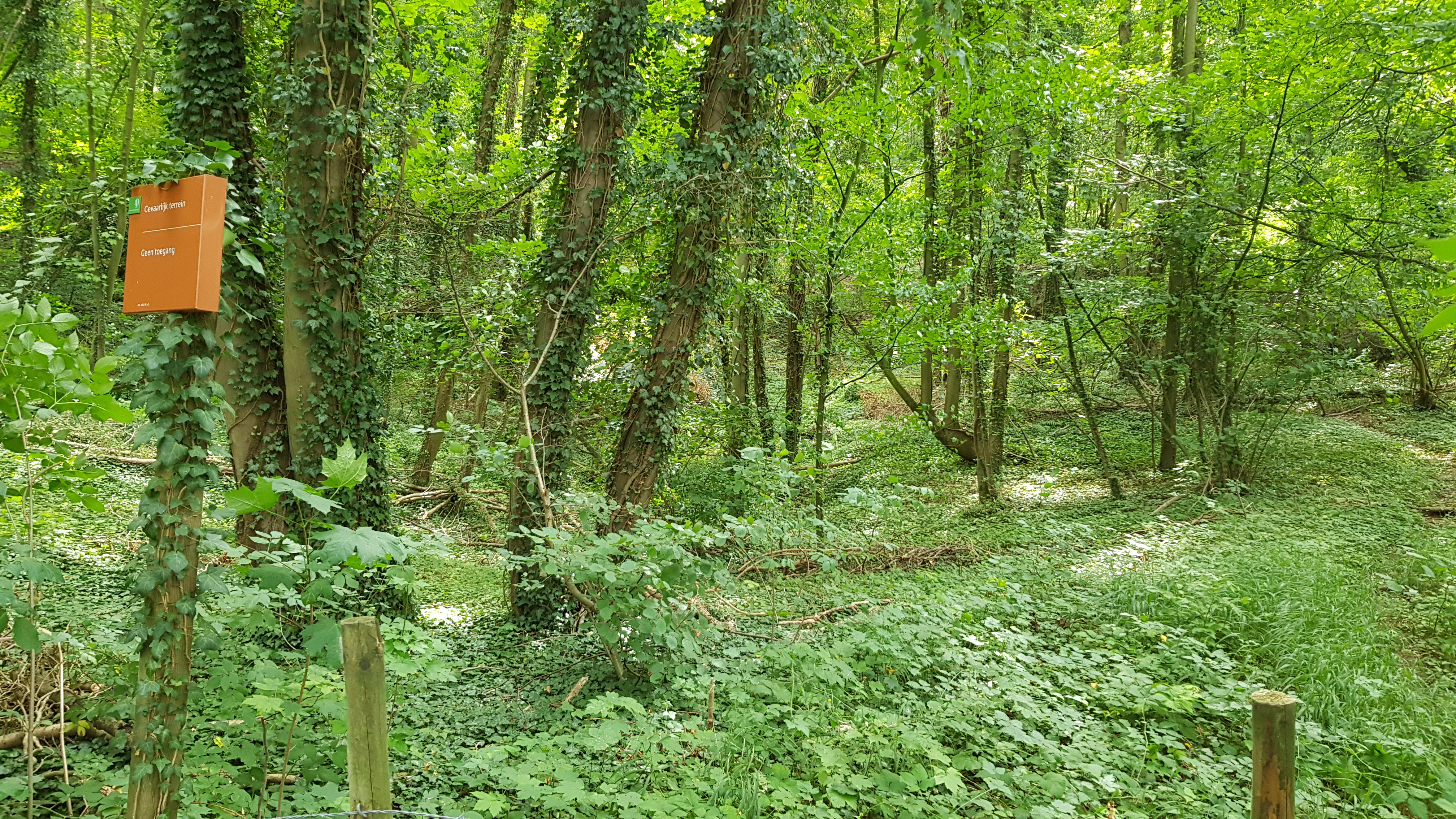
Groeve de Hel op gevaarlijk terrein

De Groeve de Hel of Helgroeve is een Limburgse mergelgroeve in de Nederlandse gemeente Eijsden-Margraten. De ondergrondse groeve ligt tussen Gronsveld en Cadier en Keer aan de noordwestzijde van de Riesenberg in het noordelijke deel van het Savelsbos. De groeve ligt aan de westelijke rand van het Plateau van Margraten in de overgang naar het Maasdal. Ter plaatse duikt het plateau een aantal meter steil naar beneden.
De groeve ligt langs een van de twee routes van Cadier en Keer naar Gronsveld, de andere via De Fontein en het droogdal Dorregrubbe aan de andere kant van de Riesenberg. De route langs Groeve de Hel loopt via de Gruisveldweg, de Hotsboom, de Helweg en de Keerderweg.
Op ongeveer 250 meter naar het noorden ligt de Hotsboomgroeve, op ongeveer 300 meter naar het zuiden liggen de Riesenberggroeve en Groeve boven op de Riesenberg en op ongeveer 300 meter naar het zuidoosten ligt de Varkensgatgroeve. Op ongeveer 300 meter naar het zuiden staat Huis De Beuk op de kop van de Riesenberg.

## Geschiedenis
Voor 1500 werd de Groeve de Hel reeds ontgonnen door blokbrekers.
Op 17 januari 1894 gebeurde er in de groeve een zwaar ongeval. Eerder had Henri Vincent, een leiendekker uit Gronsveld, een stuk grond in bezit gekregen om een huis te bouwen. Om aan bouwmateriaal te komen had hij aan de Maastrichtse familie Schrijnemaekers gevraagd of hij mergelblokken mocht breken in de Groeve de Hel, die van deze familie was. Uiteindelijk werd er toestemming gegeven, waarbij als voorwaarde werd gesteld dat de ervaren blokbreker Mathijs Quaden aanwezig moest zijn en zijn aanwijzingen opgevolgd moesten worden. Ze gingen aan de slag, waarbij Quaden in daghuur aangenomen werd. Na een dag of vijf kwam de dagloner Frans Reiners (de zwager van Quaden, bij wie Quaden inwoonde) helpen. Ze werkten vaak tot 's avonds laat, waarbij Quaden de mergelblokken uitwerkte en de andere twee de blokken in kleinere stukken zaagden. Wanneer Quaden elders aan het werk was en niet aanwezig was in de groeve, lag het werk praktisch stil en konden de andere twee enkel het afval opruimen. Op een avond waren Vincent en Reiners niet thuisgekomen. De volgende ochtend verwittigde Vincents vrouw een raadslid en die ging samen met anderen en de veldwachter naar de rijksveldwachter Beuken, die woonachtig was in Huis De Beuk en boswachter was van het gebied waarin de groeve gelegen was. Tezamen gingen ze naar de groeve, maar op de gebruikelijke werkplek werden Vincent en Reiners niet aangetroffen. Verder de groeve in was er een dwarsgalerij, die door Quaden eerder als erg gevaarlijk was aangeduid. Het bleek dat de mannen hier begonnen waren om bij een pilaar een blok uit te zagen, waardoor er een loshangende steenlaag naar beneden was gekomen en de mannen had bedolven onder grote blokken. De instorting had reeds uren eerder plaatsgevonden, want bij de vondst van de lichamen waren deze al koud.
In 1915 zakte een paard door de grond boven Groeve de Hel.
Sinds 1953 is het Savelsbos inclusief het gebied van deze groeve in beheer van Staatsbosbeheer.
In juni 1965 stortte een deel van Groeve de Hel in. Kort daarna sloot men de groeve-ingangen af.

## Groeves
De Groeve de Hel heeft twee ingangen die apart worden aangeduid met Groeve de (Grote) Hel en Groeve de Kleine Hel. De ingang van Groeve de Grote Hel ligt zuidwestelijk en de ingang van Groeve de Kleine Hel noordoostelijk. De twee gedeeltes van Groeve de Hel zijn met elkaar verbonden via een kruipgat-verbinding. Groeve de Hel is een middelgrote groeve en heeft een ingangsgedeelte met instortingsdoline.
De stabiliteit van de groeves was slecht als gevolg van roofbouw die er op de groeves gepleegd was en de ontstane scheuren, met name in Groeve de Kleine Hel.
De groeves zijn afgesloten op zo'n manier dat vleermuizen de groeves wel binnen kunnen vliegen.